# 朱莉娅·安纳斯
朱莉娅·安纳斯（1946年6月13日—）是一位英国哲学家，1968年本科毕业于牛津大学，并进入哈佛大学获得硕士学位（1970年）和博士学位（1972年），现为亚利桑那大学教授，专攻古希腊哲学，特别是其伦理学、心理学和知识论，主要作品有入选牛津通识读本的《柏拉图》（Plato）和《古典哲学》（Ancient Philosophy）等。